# Oxyopes dingo
Oxyopes dingo är en spindelart som beskrevs av Embrik Strand 1913. Oxyopes dingo ingår i släktet Oxyopes och familjen lospindlar. Inga underarter finns listade i Catalogue of Life.